# Enångers församling
Enångers församling var en församling i Uppsala stift och i Hudiksvalls kommun i Gävleborgs län. Församlingen uppgick 2006 i Enånger-Njutångers församling.

## Administrativ historik
Församlingen har medeltida ursprung. Ur församlingen utbröts 12 juni 1798 en del av den då bildade Nianfors församling.
Församlingen var till 1 maj 1915 moderförsamling i pastoratet Enånger och Njutånger som 12 juni 1798 utökades med Nianfors församling. Från 1 maj 1915 till 2006 utgjorde församlingen ett eget pastorat. Församlingen uppgick 2006 i Enånger-Njutångers församling.
Församlingskod var 218407

## Kyrkor
- Enångers kyrka
- Enångers gamla kyrka